# William Frank Verner
William Frank Verner, 24 de junio de 1883-1 de julio de 1966 fue un atleta estadounidense y corredor de media distancia que compitió en el siglo XX.
Él compitió en atletismo en los Juegos Olímpicos de 1904 y ganó una medalla de plata en los 1500 metros en 4:06:8 detrás de James Lightbody, y una medalla de plata con el equipo de US Chicago. en la carrera de cuatro millas. En la competencia de 2590 metros con obstáculos y terminó cuarto en el evento de 800 metros acabó sexto.